# Buffavento

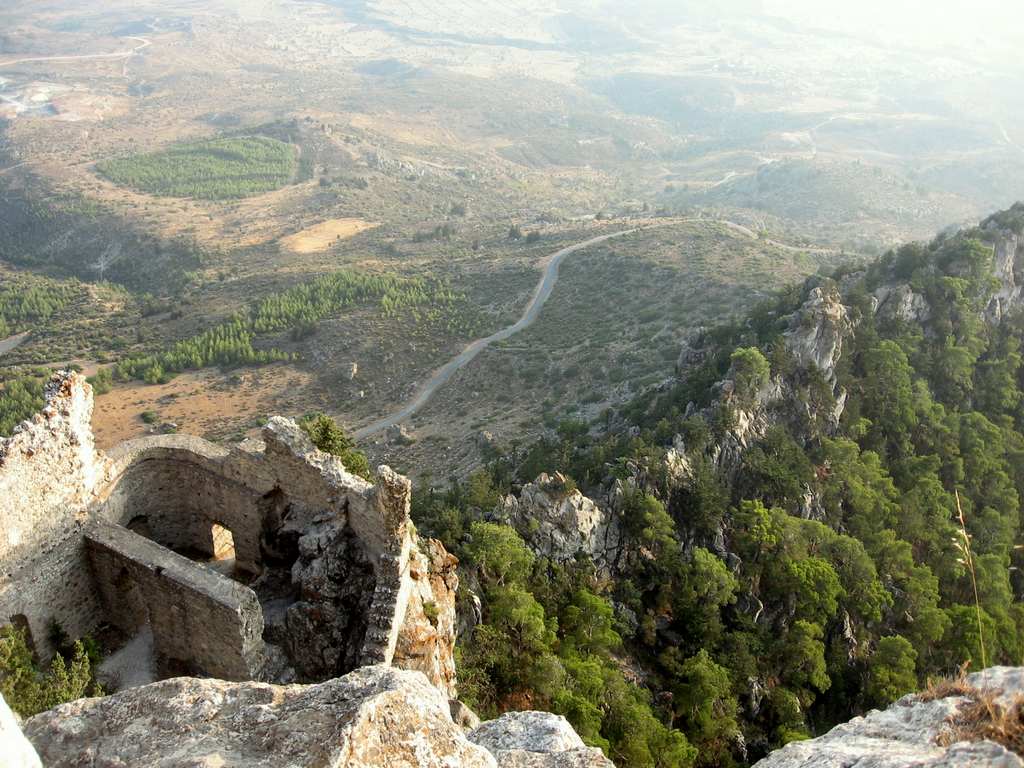
El Castillo medieval bizantino de Buffavento se halla en el norte de Chipre.

Buffavento es un castillo situado en el norte de Chipre. Su nombre significa en italiano «desafiante de los Vientos», pues allí los vientos pueden alcanzar velocidades muy altas por su ubicación a 950 metros sobre el nivel del mar.

## Historia
Se encuentra en la cima de un monte de la cordillera de Kyrenia, entre el castillo de San Hilarión, al oeste, y el castillo de Kantara, hacia el este, los cuales fueron construidos como una defensa contra los ataques árabes. Como los dos castillos son visibles desde Buffavento, fue utilizado para transmitir señales entre ellos. También controlaba un paso importante a través de las montañas. 
Una leyenda atribuye su fundación a una dama noble, en el lugar donde se había refugiado mientras huía de los templarios en 1190. Es posible que esta leyenda esté relacionada con una noticia histórica sobre el castillo, que es de 1232, cuando Eschiva de Montbéliard  —casada con Balián de Iberlín— buscó allí refugio durante una guerra que mantuvo el Reino de Chipre contra las tropas de Federico II Hohenstaufen. El castillo se utilizó como una cárcel en el siglo XIV.
La parte más baja del castillo fue probablemente construida por los bizantinos en el siglo XI. Esta base fue ampliada por los Lusignan en el siglo XIV. No se trata de una forma regular, ya que hace uso de la misma montaña para su defensa. Durante el control de Venecia, Buffavento cayó en desuso, dado que otros castillos de la costa de Chipre, los de Kyrenia y Famagusta, fueron vistos como más importantes.